# Larentia imperfecta
Larentia imperfecta là một loài bướm đêm trong họ Geometridae.